# 江美人
江美人（?—?），中国南北朝南朝宋孝武帝刘骏的妃嫔，被封为美人。
江美人在生刘骏第十五子刘子衡，後生刘骏第二十六子刘子期。刘子衡早夭，未封王。宋明帝即位后，诛杀兄长孝武帝的儿子，泰始二年（466年），刘子期被宋明帝赐死。